# Arturo Benedetti Michelangeli
Arturo Benedetti Michelangeli (Brescia, 5 gennaio 1920 – Lugano, 12 giugno 1995) è stato un pianista italiano. È stato uno dei più grandi interpreti del pianoforte del XX secolo, al pari di altri celebrati pianisti quali Gould, Gilels, Rubinstein, Arrau, Richter e Horowitz. Per via dell'unicità del suo tocco, delle iridescenze timbriche e della sua raffinatezza interpretativa, è considerato dalla critica uno dei più celebri, ammirati e mitizzati pianisti della storia.

## Biografia
Nacque da genitori umbri trasferitisi da poco a Brescia. Il padre Giuseppe, laureato in legge e in filosofia, esercitava la professione di avvocato e, nel tempo libero, impartiva lezioni di storia della musica, di teoria e di armonia, avendo conseguito anche il diploma in composizione e pianoforte. La madre, Angela Paparoni, era appassionata di musica; diplomatasi all'istituto magistrale, intraprese, senza concluderli, gli studi universitari di lettere e di matematica. Tra le mura di casa, in un ambiente permeato da interesse per la musica, il piccolo Arturo cominciò a studiare il pianoforte a tre anni. A quattro entrò nel Civico Istituto Musicale Venturi, dove studiò con Paolo Chimeri. A undici anni proseguì gli studi presso il Conservatorio di Milano, dove si diplomò tre anni più tardi sotto Giovanni Anfossi, allievo di Giuseppe Martucci presso il Conservatorio San Pietro a Majella di Napoli. Nel 1938, a diciotto anni, diede inizio alla sua carriera internazionale partecipando all’Ysaÿe International Festival di Bruxelles, dove si classificò settimo.
Un breve resoconto di quel concorso, vinto da Ėmil' Gilel's, si deve ad Arthur Rubinstein, membro della giuria: secondo lui, Benedetti Michelangeli fece un'esecuzione insoddisfacente ma diede ampia dimostrazione della sua impeccabile tecnica; secondo altri testimoni tale risultato fu dovuto al voto di un altro giurato, grande pianista italiano, Carlo Zecchi che, timoroso di un giovane rivale così dotato, cercò di azzopparlo sul nascere assegnandogli il punteggio minimo. Michelangeli godette invece del sostegno del pubblico del concorso, di cui era uno dei beniamini.
L'anno successivo, nel 1939, vinse il Concorso internazionale di Ginevra, e Alfred Cortot, membro della commissione, presieduta da Ignacy Jan Paderewski, esclamò in quell'occasione: "È nato il nuovo Liszt!". Nello stesso anno ottenne una cattedra di pianoforte al Liceo Musicale di Bologna.
Il 20 settembre 1943 sposò Giulia Linda Guidetti. Nel 1945 si trasferì al Conservatorio di Venezia e nel 1950 al Conservatorio Claudio Monteverdi di Bolzano, fino al 1959.
Negli anni '60 fu socio fondatore con due amici della casa discografica BDM, che fallì. Il curatore fallimentare lo ritenne responsabile del fallimento poiché non aveva consegnato nove delle dieci registrazioni che si era impegnato a fornire. Chiese anche il (non necessario) sequestro cautelativo dei beni del maestro, tra cui due pianoforti a coda. La notificazione fu recapitata da un ufficiale giudiziario durante un concerto al Novelli di Rimini, rendendo pubblica la notizia. Benedetti Michelangeli si offese e decise di non suonare più in Italia e trasferirsi in Svizzera.

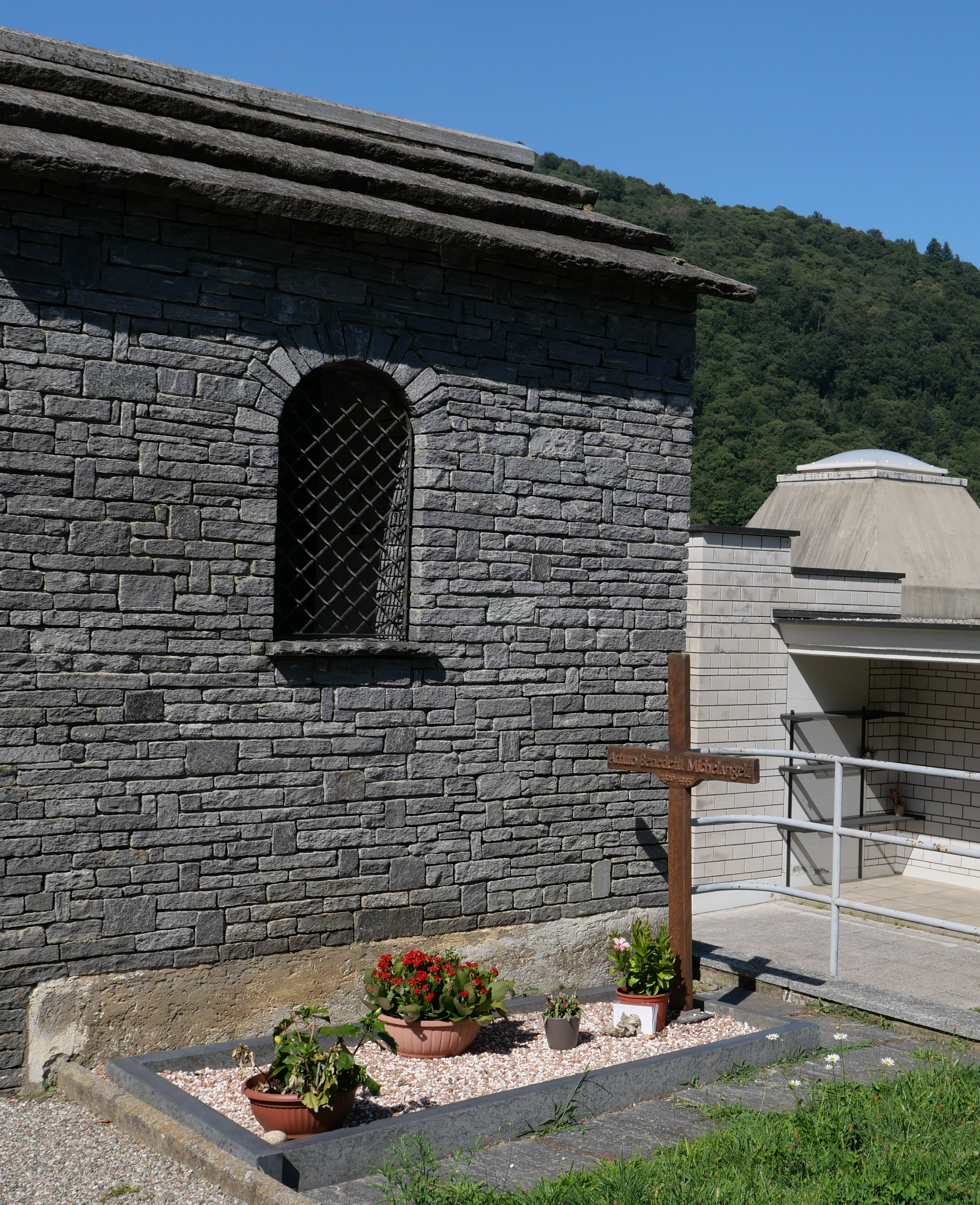
La tomba nel 2025.

Nonostante la questione del sequestro si fosse risolta in alcuni mesi (anche se l'iter giudiziario che lo assolse durò 12 anni) e nonostante i tentativi di mediazione del Presidente del Consiglio Aldo Moro e del Presidente della Repubblica Sandro Pertini, oltre alle pressioni dei connazionali, Benedetti Michelangeli non cambiò più idea: pur mantenendo domicilio e cittadinanza italiani, rimase in autoesilio in Svizzera; tuttavia, in estate soggiornava in val di Rabbi (in Italia), nella sua abitazione di vacanza, vicino alla quale fece costruire anche una grande baita adibita a scuola, frequentata da diversi allievi, soprattutto stranieri (ad esempio Peter Bradley-Fulgoni).
Una sola volta tornò a esibirsi in Italia, per un concerto di beneficenza a Brescia, nel 1980. In precedenza era stato protagonista di memorabili concerti alla Scala di Milano, al Maggio Musicale Fiorentino, alla Fenice di Venezia, al San Carlo di Napoli e all'Accademia di Santa Cecilia a Roma. Il concerto di Amburgo del 7 maggio 1993 fu la sua ultima apparizione pubblica.
Malato da tempo (da anni aveva problemi cardiaci), si spense all'Ospedale Cantonale di Lugano il 12 giugno 1995. La notizia fu diffusa il giorno dopo. Le sue spoglie riposano in Svizzera, al cimitero di Pura.

## Carriera e tecnica pianistica

Arturo Benedetti Michelangeli

La perfezione della sua arte è riconosciuta da ogni critico e appassionato di musica. La ricerca del suono è portata a livelli estremi, la compostezza e l'armonia delle sue esecuzioni sono proverbiali ma ciò che lo rende unico tra i grandi esecutori è la bellezza del fraseggio, frutto d'innata sensibilità e di profonda analisi. 
Le registrazioni di Benedetti Michelangeli sono pressoché unanimemente ritenute di eccezionale livello, tanto da essere considerate un punto di riferimento, si tratti delle opere di Debussy, Scarlatti, Chopin, Bach, Ravel, Mozart, Clementi, Schumann, Galuppi, Beethoven, Grieg, Brahms o Rachmaninov. Gli furono talvolta contestate una certa ritrosia nel concedersi al pubblico (i suoi concerti si fecero sempre più rari col passare degli anni) e la limitatezza del repertorio: questo perché ridotto fu il repertorio che eseguì e registrò per il pubblico, ma sappiamo da diversi suoi allievi o conoscenti che egli dominava gran parte del repertorio pianistico.
Le sue scelte esecutive furono in effetti dettate dall'esigenza di approfondire la partitura, in modo da interpretarla rispettandone gli elementi strutturali in modo scrupoloso, e di trovare un equilibrio espressivo unitario. 
Aveva un personale metodo di studio, che lo portava ad un'intensa attività di ricerca che sarebbe riduttivo definire "eccesso di perfezionismo". Oltre alla discografia ufficiale, sono reperibili numerose registrazioni dal vivo, anche non autorizzate (e spesso di scadente qualità tecnica), a testimonianza di come ogni esecuzione del pianista fosse considerata un evento straordinario.
Grandi furono anche le sue doti di didatta: nel 1940 gli venne conferita una cattedra per chiara fama presso il Liceo Musicale di Bologna; in seguito insegnò anche ai conservatori di Venezia e Bolzano. Celebri furono i suoi corsi di perfezionamento pianistico, tenuti nel castello di Paschbach ad Appiano sulla Strada del Vino (Bolzano), ad Arezzo, Siena, a Moncalieri e a Castagnola (Lugano). Tra i suoi migliori allievi ricordiamo in particolare Ivan Moravec, Alberto Neuman, Lodovico Lessona, Vladimir Krpan, Ivan Drenikov, Bruno Mezzena, Hector Pell, Sergio Verdirame e, per brevi periodi, Martha Argerich, Maurizio Pollini, Jörg Demus, Adam Harasiewicz, Paolo Spagnolo. A lui si deve anche il riconoscimento del valore di alcune opere del compositore catalano Federico Mompou, dei cui lavori scongiurò la perdita.
Incise dischi con le migliori orchestre sinfoniche europee e mondiali. Splendide rimangono le sue interpretazioni del concerto per pianoforte e orchestra in la minore di Robert Schumann, con Antonio Pedrotti alla direzione dell'orchestra del Teatro alla Scala di Milano, e del concerto per pianoforte e orchestra in la minore di Edvard Grieg, diretto da Alceo Galliera, sempre con l'orchestra scaligera. Sublimi le interpretazioni dirette dall'amico Sergiu Celibidache del concerto in sol di Ravel e dei concerti terzo e quinto di Beethoven; nonché la sfrenata esecuzione giovanile del suddetto concerto di Schumann sotto la bacchetta di Dimitris Mitropoulos.
Tra le sue migliori incisioni discografiche, vanno incluse la registrazione dal vivo (autorizzata) a Londra del Gaspard de la nuit di Ravel, della sonata n. 2 in si bemolle minore di Chopin, e del Carnaval e della Faschingschwank aus Wien di Robert Schumann. Il Gaspard de la nuit, così come l'esecuzione del concerto in sol maggiore di Ravel, hanno stabilito un modello esecutivo per quelle opere, e la sua interpretazione del concerto per pianoforte n. 4 di Sergej Rachmaninov, con la londinese Philharmonia Orchestra diretta da Ettore Gracis, è comunemente ritenuta per lo meno comparabile a quella dell'autore stesso. 
Famosa la sua serie delle opere di Debussy per la Deutsche Grammophon, considerata una pietra miliare dagli ammiratori del compositore francese.

### La musica corale
Benedetti Michelangeli fu un grande appassionato di etnomusicologia ed estimatore del canto popolare proveniente dalla tradizione orale; vista la sua passione per la montagna, specialmente di quella alpina, soprattutto trentina. Le diciannove armonizzazioni di canti popolari che dedicò al coro della S.A.T. di Trento rappresentano la sua unica attività come compositore: una piccola produzione, nella quale è però racchiusa tutta l'incommensurabile eleganza stilistica che lo ha sempre contraddistinto.

### Attività didattica
Benedetti Michelangeli teneva corsi estivi di perfezionamento nella sua residenza, con allievi da tutto il mondo. I corsi erano gratuiti poiché Benedetti Michelangeli riteneva la conoscenza un diritto, ed è noto che addirittura cucinasse per gli allievi, giovani che si erano distinti per il loro talento. Tuttavia, pare che le sue lezioni non fossero sempre costanti, come raccontò una delle partecipanti, Martha Argerich.

### Personalità
Benedetti Michelangeli fu un grandissimo conoscitore della meccanica del pianoforte e pretendeva che lo strumento da concerto da lui suonato fosse in condizioni perfette. Arrivò a portare con sé in tournée due dei suoi pianoforti, ma spesso rifiutava ugualmente di suonare, poiché a suo giudizio essi non erano stati messi a punto ottimamente, oppure per l'eccessiva umidità della sala. In alcune occasioni i concerti furono annullati con il pubblico già in sala.
Nel 1987, durante un concerto nell'Aula Nervi in Vaticano, chiese di portare via tutte le piante disposte intorno al palco, perché su una di esse si era posato un grillo, il cui frinire lo disturbava nell'esecuzione.
Le stranezze e l'originalità del suo carattere non devono indurre a pensare che egli non fosse un artista umile: sul palco manteneva sempre un'assoluta compostezza durante l'esecuzione e non rispondeva quasi mai agli applausi, ritenendo che questi non dovessero esser diretti a lui, ma ai compositori dei brani eseguiti. Rifuggiva dalla popolarità, concedendosi rarissimamente ai giornalisti e alla stampa.
Accanito fumatore e appassionato di automobili sportive, in uno dei suoi frequenti ritorni in Italia si recò a Maranello per chiedere a Enzo Ferrari di poter acquistare una Ferrari usata, a coronamento di uno dei sogni della sua vita. Il suo stile di guida, per sua stessa ammissione, era particolarmente spericolato.

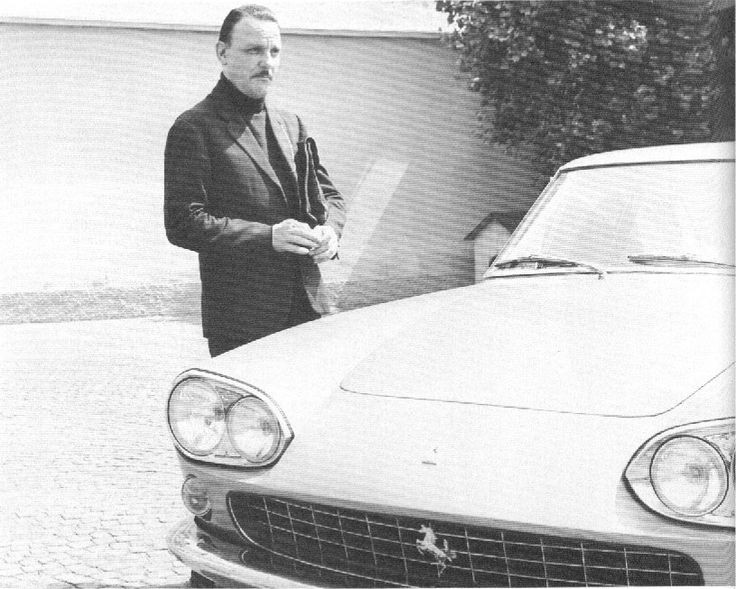
Arturo Benedetti Michelangeli ritratto con la Ferrari 330 GT 2+2.

A dispetto del carattere austero, in privato Benedetti Michelangeli era un appassionato dei personaggi di Walt Disney: ne guardava le pellicole ed era un assiduo lettore di Topolino, di cui consigliava la lettura ad allievi e collaboratori.

## Discografia parziale
Benedetti Michelangeli è stato uno dei primi pianisti ad aver inciso in digitale, agli albori della storia del CD. Con la Deutsche Grammophon incise le Ballate op. 10 di Brahms e la Sonata D. 537  di Schubert.
Della registrazione fu distribuito dapprima il 33 giri nel 1981, che già menzionava l'esistenza della versione digitale. Solo in seguito il disco fu identificato tramite la sigla DDD del codice SPARS, la quale indica che la tecnologia usata è digitale già in fase di registrazione e missaggio. Il CD era già pronto quando il suono digitale fu presentato al pubblico ed è stato riedito nel 2000 (identificativo DG 457 762-2).
- Beethoven, Conc. pf. n. 1 - Benedetti Michelangeli/Giulini, 1980 Deutsche Grammophon
- Beethoven, Conc. pf. n. 5 - Benedetti Michelangeli/Giulini, 1982 Deutsche Grammophon
- Beethoven, Conc. pf. n. 3 - Benedetti Michelangeli/Giulini, 1987 Deutsche Grammophon
- Beethoven, Son. pf. n. 4 - Benedetti Michelangeli, 1971 Deutsche Grammophon
- Brahms/Schubert, Ballate n. 1-4/Son. pf. D. 537 - Benedetti Michelangeli, 1981 Deutsche Grammophon
- Chopin, Mazurche (10)/Prel. op. 45/Ballata n. 1/Scherzo n. 2 - Benedetti Michelangeli, 1972 Deutsche Grammophon
- Debussy, Images I-II/Children's Corner - Benedetti Michelangeli, 1971 Deutsche Grammophon
- Debussy, Préludes I - Benedetti Michelangeli, 1978 Deutsche Grammophon
- Debussy, Préludes II - Benedetti Michelangeli, 1988 Deutsche Grammophon
- Haydn, Conc. pf. n. 4, 11 - Benedetti Michelangeli/De Stoutz, 1975 EMI
- Liszt/Beethoven, Conc. pf. n. 1/Son. pf. n. 3 - Benedetti Michelangeli/Mitropoulos, 1953/1962 Ermitage
- Mozart, Conc. pf. n. 13, 15 - Benedetti Michelangeli/Garben, 1990 Deutsche Grammophon
- Mozart, Conc. pf. n. 20, 25 - Benedetti Michelangeli/Garben, 1989 Deutsche Grammophon
- Schumann, Carnaval/Carn. di Vienna - Benedetti Michelangeli, 1981 Deutsche Grammophon
- Schumann/Debussy, Conc. pf./Images - Benedetti Michelangeli/Barenboim, 1982/1984 Deutsche Grammophon
- Benedetti Michelangeli, L'arte di Benedetti Michelangeli - Michelangeli/Garben/Giulini, 1957/1990 Deutsche Grammophon
- Benedetti Michelangeli, Tutte le registrazioni per Deutsche Grammophon - Giulini/Garben/Barenboim, 1957/1990 Deutsche Grammophon
- Grandi pianisti del secolo XX - Vol. 68 & 69, 1998/1999 Philips